# Couvre-bec

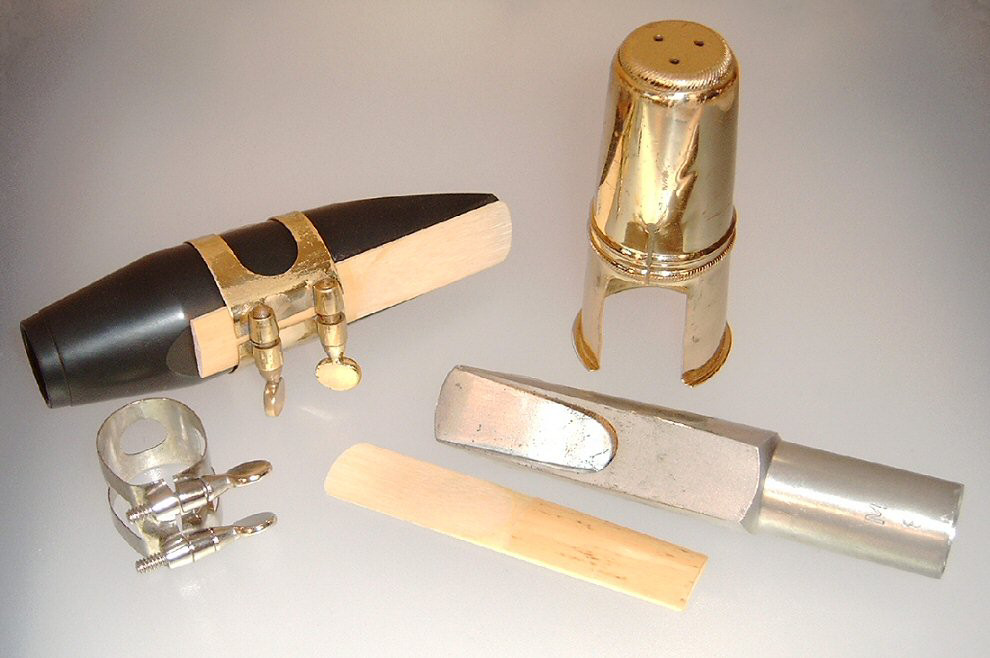
Becs de saxophone ténor avec couvre-bec en laiton, ligatures et anches.

Un couvre-bec est un dispositif amovible de protection mécanique de l'anche et du bec pour les instruments à vent à anche simple (clarinette, saxophone). La pointe de l'anche qui est particulièrement fragile aux contacts accidentels et aux chocs ainsi que l'extrémité du bec sont ainsi protégées pendant les déplacements (de la loge à la scène, défilés...).
Le couvre-bec a la forme d'un capuchon qui recouvre le bec et se fixe par déformation élastique sur la ligature. Il est fabriqué en métal par emboutissage (laiton brut, vernis ou argenté) ou en plastique.
L'invention du couvre-bec est attribuée à Djalma Julliot en 1908. Pierre Hérouard (1901-1988), fabricant d'accessoires à Ezy-sur-Eure, mécanisera la fabrication des couvre-becs au début du XXe siècle et sera le sous-traitant de nombreux facteurs d'instruments de la région (La Couture-Boussey, Mantes-la-Ville) et du monde entier (ligatures Daniel Bonade...).